# Oscilloskop

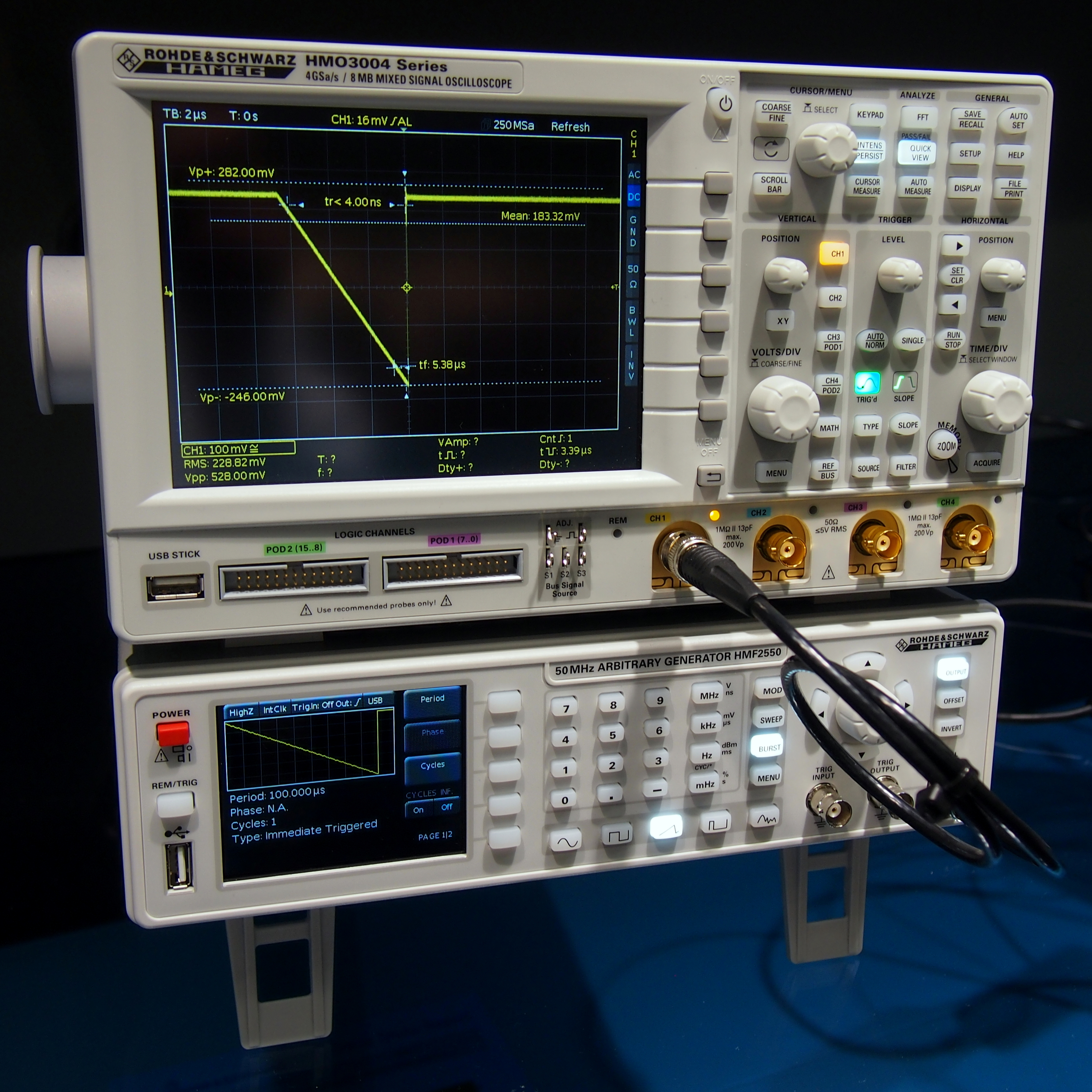
Digitalt oscilloskop och funktionsgenerator.

Oscilloskop (av latin oscillo, svänga och grekiska skop, se, betrakta) är ett elektriskt mätinstrument som visar hur en elektrisk spänning varierar över tiden, eller hur två elektriska spänningar varierar i förhållande till varandra.

## Funktion
Ett analogt oscilloskop har en bildskärm där en ljuspunkt förflyttar sig över ytan. Punktens position i horisontell led representeras av tiden och i vertikal led av den spänning vars variation man vill visa. Uppritningen börjar till vänster och allt eftersom tiden förflyter flyttas punkten allt mer till höger. När ljuspunkten nått högra kanten är uppritningen klar och kan börja om.
Tack vare att ögat/hjärnan är långsam och att ytan man lyser på har en så kallad eftersläpning kommer vi att uppfatta punkten som ett streck. Nu är emellertid efterlysningen och hjärnans tröghet inte större än att linjen måste ritas om ganska snart för att den skall synas.
På grund av det sätt på vilket punkten skapas kallas denna oftast för stråle, vilket är det begrepp som används hädanefter.
Eftersom linjen som strålen bildar måste ritas om gång på gång så är det två saker som traditionellt sett måste uppfyllas:
- Den signal som avbildas måste vara repetitiv, det vill säga samma förändring av spänningen skall ske gång på gång. Detta är ett krav som inte oscilloskopet själv kan förverkliga.
- Uppritningen måste ske av samma utsnitt av signalen varje gång. Detta löses genom att oscilloskopet är utrustat med en så kallad trigger.

För att kunna visa signaler som varierar olika snabbt är alla oscilloskop utrustade med en variabel tidbas. Detta innebär att man kan välja hur fort strålen förflyttas i sidled över skärmen. För att ge en möjlighet att använda det man ser till praktiska mätningar är oftast skärmen försedd med ett rutnät. Tidbasen är också graderad efter detta rutnät så att man väljer hur fort strålen skall röra sig i sekunder/ruta.
För att kunna mäta varierande signaler eller vågform med olika amplitud är oscilloskopet utrustat med en variabel förstärkare som gör att man kan välja hur stor amplitudvariation som skall kunna visas i höjdled på skärmen. Liksom tidbasen är graderad i s/ruta är denna graderad i Volt/ruta så att man kan få en uppfattning om en spännings storlek.
En annan viktig funktion hos ingången är möjligheten att välja om denna skall vara AC- eller DC-kopplad. Skillnaden är att när man valt AC-koppling kommer eventuella likspänningskomponenter på insignalen inte att visas, medan i DC-läge är det hela den absoluta spänningen som visas på skärmen. För mer information om när det ena är bättre än det andra, se användning nedan.

## Trigger
Signalen måste ritas om oupphörligen för att inte försvinna från skärmen. Om man startar denna omritning omedelbart när den föregående är klar kommer det att bli ett enda brett band över skärmen. För att undvika detta måste omritningen starta (trigga) när något speciellt villkor är uppfyllt. Det vanligaste är att man väljer en viss spänningsnivå (level) och riktning hos spänningsförändringen (slope/edge). Mera avancerade oscilloskop kan vara utrustade med fler villkor som skall uppfyllas innan omritningen startar. Rätt justerad ger triggern en stabil kurva över skärmen.
Många oscilloskop är utrustade med en extra ingång för en extern triggsignal som gör det möjligt att starta omritningen på grund av något helt annat än variationer i den spänning man visar på skärmen.

## Användning

Upp- och urladdning av en kapacitans i en RC-krets med en fyrkantsvåg.

Oscilloskop används för att studera snabba förlopp, ofta i elektronisk apparatur. Två- eller flerkanals-oscilloskop är särskilt lämpade för att jämföra tidsförlopp av spänningar i olika punkter i elektriska kretsar. Oscilloskopbilden kan användas för finjustering och trimning av ny apparatur, eller vid felsökning för att diagnostisera problem.

## Minnesoscilloskop
Som tidigare beskrivits kan oscilloskopet bara visa repetitiva förlopp. Ibland vill man dock se något som inträffar mycket sällan eller bara när vissa villkor är uppfyllda. För att klara detta använder man ett oscilloskop med minnesfunktion. I ett sådant finns ett minne som gör att signalen endera kan ritas om automatiskt, eller faktiskt hänger kvar på skärmen även efter en lång stund. Det finns tre principer:
- Analogt skiftregister
- Minnesskärm
- Digitalt minne

I ett oscilloskop med analogt skiftregister spelas signalen in i ett minne som kommer ihåg analoga spänningar. När minnet är fyllt spelas signalen upp igen gång på gång och ritas på traditionellt sätt upp på skärmen.
I oscilloskop med minnesskärm ritas signalen upp en enda gång och det är den fysiska konstruktionen av katodstråleröret som gör att den uppritade signalen kvarstår en tid på skärmen.
I oscilloskop med digitalt minne spelas signalen in med hjälp av en analog-digital-omvandlare och lagras i ett digitalt minne. Ur det digitala minnet kan sedan signalen spelas upp på traditionellt sätt. Dagens digitala oscilloskop använder inte alls den traditionella metoden att rita på skärmen så någon omvandling från digital till analog behöver inte ske i dessa. För mer information om detta se teknisk beskrivning nedan.

## Lissajouskurvor

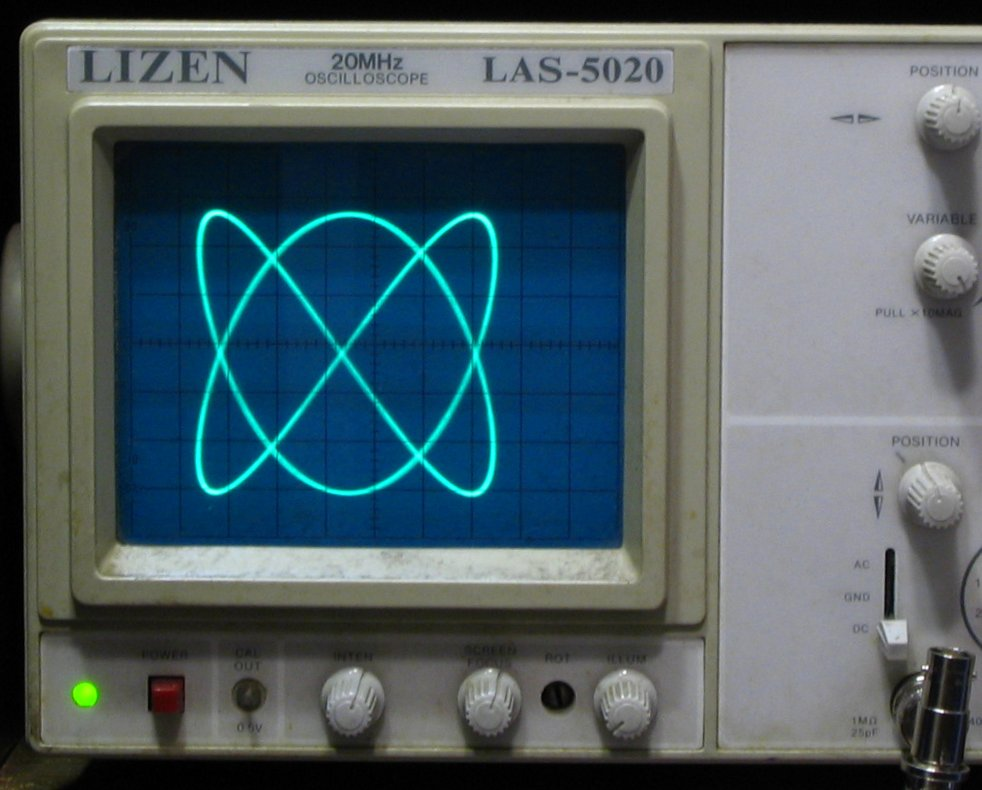
Lissajouskurva med frekvensförhållande 3:2 (en kvint).

Ibland vill man se hur två spänningar förhåller sig till varandra. I dessa fall kan oscilloskopets tidbas kopplas bort och man låter istället den ena signalen som tidigare styra strålens position i höjdled, men den andra signalen får styra strålen i sidled. Om signalerna är lika stora och i fas kommer ett streck i 45 graders vinkel att uppstå på skärmen. Beroende på signalernas form och fasläge så kommer olika figurer att visas på skärmen. Om exempelvis två olika sinusformade spänningar med 90 graders fasförskjutning matas in fås en cirkel.

## Mätning av annat än spänningsvariationer
Oscilloskopet används normalt endast för att mäta spänningar som varierar över tiden. Vill man mäta något annat som varierar över tiden måste man omvandla den uppmätta storheten till en spänning med en givare.

## Teknisk funktion

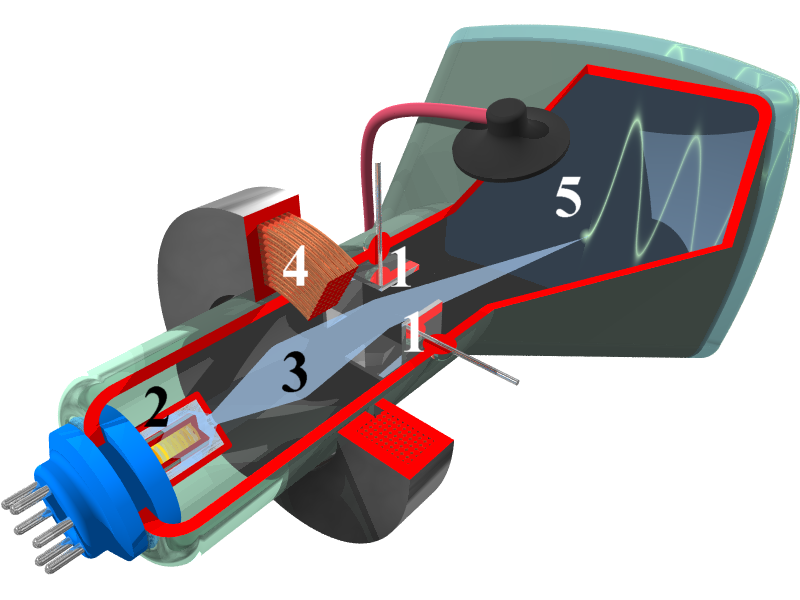
Bildrör med 1:avlänkningsplattor 2:elektronkanonen 3:elektronstråle 4:fokusseringsspole och 5:skärm.

Det klassiska oscilloskopet fungerar så att det genereras en elektronstråle från en glödkatod i ett vakuumrör. Strålen accelereras med hjälp av en accelerationsnod som har en mycket hög positiv spänning (till exempel 2000 V) och därigenom kraftigt attraherar elektronerna genom (katodstråleröret). Katodstråleröret i oscilloskopet skiljer sig från katodstrålerör i bildskärmar och TV-apparater genom att avlänkningen i oscilloskopet sker genom ett elektriskt fält. Genom att variera spänningen över två par med plattor ändras strålens riktning i vertikal respektive horisontell led. Skärmen är täckt av ett rutnät, vanligtvis 10 × 8 rutor i centimeterstorlek, som är ett hjälpmedel för att avläsa värden på skärmen. När elektronstrålen träffar skärmen kommer den att excitera ett fluorescerande eller fosforescerande ämne på skärmens insida. I ett oscilloskop är det vanligare att man använder fluorescens då dessa är snabbare att återgå till normalt tillstånd än vad fosforescens är.
Förflyttningen av strålen i horisontell led sköts normalt av en svepgenerator som åstadkommer en spänning över det horisontella plattparet som stiger med konstant hastighet. Detta får elektronstrålen att röra sig med en konstant hastighet över skärmen. När sedan en viss spänning uppnåtts, och strålen nått skärmens andra kant, börjar svepet om från början. Svepets hastighet kan normalt varieras, från i storleksordningen flera sekunder ner till nanosekunder, beroende på hastigheten på det förlopp man vill studera. Svephastigheten (Sweep time) ställs vanligen in med hjälp av en ratt i enheten "tid per ruta" (Time/div).
Förflyttningen av strålen i vertikal led görs genom att man låter insignalen via en förstärkare styra spänningen över det andra plattparet. Även denna förstärkning är ställbar i enheten volt per ruta (Volt/div), oftast mellan någon millivolt och några tiotal volt per ruta.
Elektronstrålen kommer således att träffa skärmen i en viss punkt beroende på spänningen över avlänkningsplattorna. Eftersom den förflyttas horisontellt med konstant hastighet, och vertikalt beroende på insignalen, kommer den att rita en kurva på skärmen som beskriver insignalen som en funktion av tiden.
Sedan början av 1990-talet har digitala oscilloskop så gott som helt ersatt de traditionella katodstråleoscilloskopen. I ett digitalt oscilloskop ritas inte kurvan på traditionellt sätt utan här omvandlas insignalen till digitalt format för att visas på en skärm mycket likt en TV eller datorskärm. Denna utveckling har lett till att oscilloskopet drastiskt ändrat form och storlek. Ledare i denna utveckling var Tektronix som i mitten av 1990-talet kom med en serie oscilloskop där katodstråleröret helt bytts mot en LCD-skärm. Det analoga oscilloskopet har vissa fördelar vad gäller signaler med många olika frekvenskomponenter som till exempel sammansatta videosignaler (PAL, NTSC, SECAM).

## Historik
Oscilloskopet bygger på katodstråleröret, som uppfanns i slutet av 1800-talet. Karl Ferdinand Braun visade 1897 upp det första kända oscilloskopet som en teknisk kuriositet. Genom att lägga en periodisk referenssignal på X-plattorna och en mätsignal på Y-plattorna kunde han visa vågformer på fosforskärmen. Tidigare hade skrivande mätinstrument med pappersremsa bara kunnat registrera långsammare händelseförlopp. Under 1930- och 1940-talen utvecklades oscilloskopet som mätinstrument. De äldsta svenska texterna använder det tyska lånordet katodstråleoscillograf, men efter andra världskriget blev det engelska lånordet oscilloskop dominerande.
Det första oscilloskopet med två Y-kanaler konstruerades i England i slutet av 1930-talet. Det första triggande oscilloskopet var Tektronix 511 från 1946, som lade grunden för tillverkaren Tektronix. Flera förbättringar gjordes under 1950- och 1960-talen, men framför allt blev oscilloskopen vanligare och mer avancerade och noggranna.
De var dock stora och otympliga, eftersom kraven på miniatyrisering inte var lika stora som för konsumentprodukter. På 1970-talet kom transistorerade modeller. Medan tv-bildrör ("tjock-TV") gjordes så platta som möjligt, genom skarp avlänkning av elektronstrålen medelst magnetiska fält från spolar, krävde mätnoggrannheten i oscilloskop att avlänkningen gjordes med elektriska fält från plattor. Det medgav bara en svag avlänkning och bildrören var mycket längre (30–40 cm) än skärmens diameter (10–15 cm). Framsidans manöverpanel, med plats för alla knappar och vred, och apparatens djup på grund av bildrörets längd satte gränsen för hur små de traditionella, analoga oscilloskopen kunde göras.
På 1980-talet kom digitala modeller där mätkretsar digitaliserar signalen, lagrar den i ett datorminne och gör den tillgänglig för bearbetning och beräkning i en dator innan den visas. Oscilloskop kan nu ha formen av ett PC-instickskort eller en USB-anslutning i stället för en egen bildskärm. En vidareutveckling är logikanalysatorn som samtidigt mäter ett stort antal digitala signaler från en dator och utför logisk analys av dem.

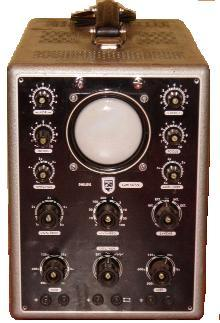
Ett äldre oscilloskop bestyckat med elektronrör och rund skärm, Philips GM5659 från 1955.
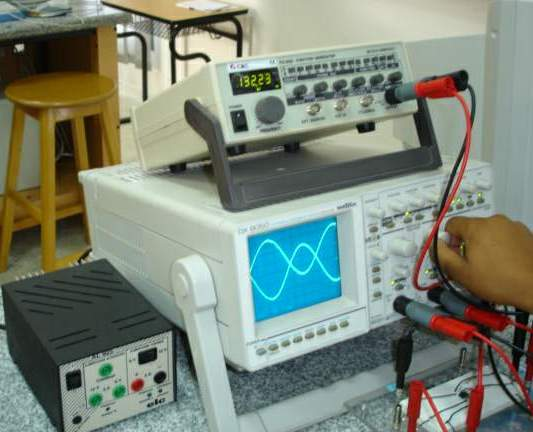
Ett modernare transistorerat, men djupt, analogt oscilloskop.
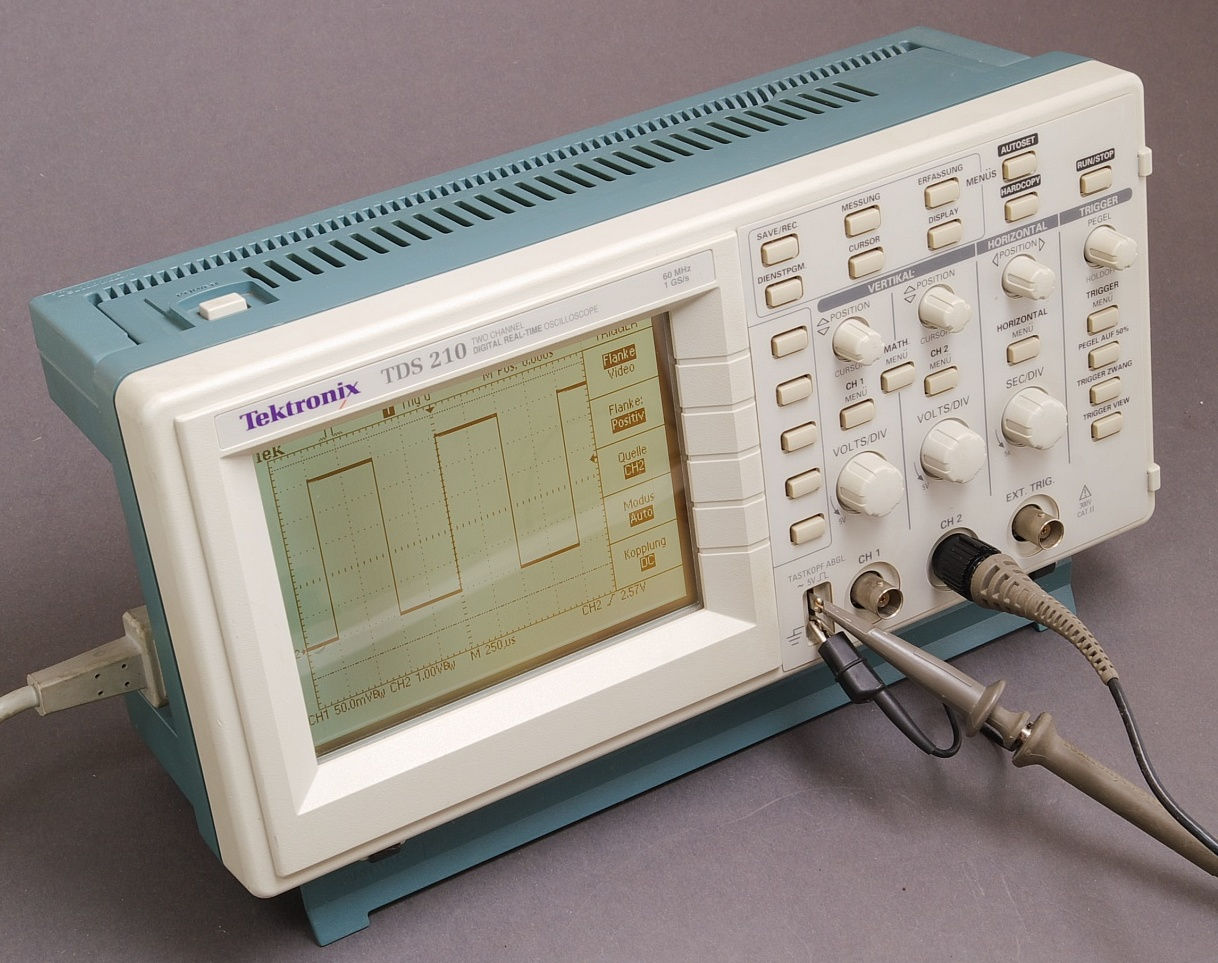
Ett platt, digitalt oscilloskop, Tektronix TDS210.

## Bandbreddsmätning
Nedanstående fakta innebär att det räcker om man har en funktionsgenerator som enbart klarar audiofrekvenser (20 Hz - 20 kHz) för att fullständigt kunna bestämma en förstärkares övre och nedre gränsfrekvenser även om de vida överstiger vad funktionsgeneratorn rent konkret kan ge. Det enda som krävs är att funktionsgeneratorn även kan generera fyrkantvåg inom aktuellt frekvensområde.
Det är fullt möjligt att med hjälp av nämnda funktionsgenerator och formlerna nedan bestämma en bandbredd hos förstärkare motsvarande minst 1 Hz till 1 MHz.

### Övre gränsfrekvens

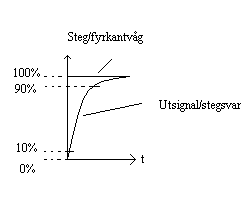
Stegsvaret hos en bandbreddsbegränsad apparat (vid hög frekvens).

Bilden till höger visar vad som händer när man skickar in ett idealt steg på en förstärkare med begränsad förmåga att återge höga frekvenser eller toner.
Med hjälp av stigtiden för förstärkarens stegsvar (alltså utsignalen man får när man skickar in en fyrkantvåg) kan man beräkna dess övre gränsfrekvens fh eller bandbredd enligt:
{\displaystyle f_{h}=0,35/t_{r}}
där tr är stigtiden för utkommande fyrkantvåg uppmätt enligt figur (dvs mellan 10 % och 90 %)
Denna bestämning av bandbredden är adekvat inom 4 % även för en förstärkare med multipla poler. Mycket exakt bestämning med andra ord.

### Nedre gränsfrekvens

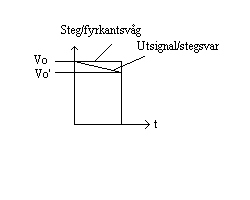
Stegsvaret hos en bandbreddsbegränsad apparat (vid låg frekvens).

Bilden till höger visar vad som händer när man skickar in ett idealt steg på en förstärkare med begränsad förmåga att återge låga frekvenser.
Med hjälp av takfallet för förstärkarens stegsvar kan man beräkna dess nedre gränsfrekvens fl enligt:
{\displaystyle f_{l}={\frac {f}{\pi }}{\frac {dV}{V_{0}}}}
där
{\displaystyle dV=Vo-Vo'}
är det så kallade takfallet för utkommande fyrkantvåg enligt figur.